# Mesoleius comeaui
Mesoleius comeaui är en stekelart som beskrevs av Henry Keith Townes, Jr. 1945. Mesoleius comeaui ingår i släktet Mesoleius och familjen brokparasitsteklar. Inga underarter finns listade i Catalogue of Life.